# Fenómenos (serie de televisión)
No confundir con el programa de televisión.
Fenómenos es una serie de televisión española emitida por Antena 3 desde el 27 de noviembre de 2012 hasta el 6 de febrero de 2013. La cadena comenzó, en primer lugar, a lanzar una serie de avances presentando a los personajes de la comedia. Para la primera temporada grabaron ocho episodios, permaneciendo a la espera de ver como funcionaba la serie para continuar grabando. Sin embargo, la serie cuenta con una única temporada de nueve episodios de los trece acordados tras haber sido cancelada por la cadena debido a que «no se han cumplido con las expectativas de audiencia media después de su gran estreno».

## Reparto

### Principales
- Javier Mora es Adolfo Serna.
- Julián Villagrán es Martín Pascua.
- Luis Fernández es Guillermo Azcauri "Willy".
- Alejo Sauras es Javier Garrido.
- Kira Miró es Victoria Reyes.
- Julián López es Benito Villar.
- Mariam Hernández es Daniela Marcos.
- Pepa Charro es Anais López.
- Ana Polvorosa es Claudia de los Arcos.
- Miguel Rellán es Eugenio Nebot.

### Reparto secundario
- Mario Albert Díez como Javián (Capítulo 1).
- Nerea Garmendia como Patricia (Capítulo 2).
- Santiago Meléndez como Rafael Marcos (Capítulo 2).
- Jacobo Dicenta como Samuel Barro (Capítulo 2).
- Carla Nieto como Caye (Capítulo 3).
- José Ramón Pardo como Juan Ripoll (Capítulo 3).
- Gerald B. Fillmore como Novio de Caye (Capítulo 3).
- Raúl Jiménez como Hombre lobo (Capítulo 4).
- Gorka Moreno como Eugenio Nebot Jr. (Capítulo 4).
- Carlos Areces como Seguridad Real (Capítulo 5).
- Natalie Pinot como Katie (Capítulo 6).
- Arturo Valls como Randy (Capítulo 6).
- Anna Simon como Rebeca Marcos (Capítulo 6).
- Fonsi Nieto como él mismo (Capítulo 6).
- Raúl Cimas como Maestro de Judo (Capítulo 7).
- Mario Alberto Díez como Javián (Capítulo 7).
- Jorge Suquet (Capítulo 8).
- David Lorente (Capítulo 9).
- Juan Viadas (Capítulo 9).

#### Con la colaboración especial de
- Chus Lampreave como Amelia  (Capítulo 1; Capítulo 3 - Capítulo 4; Capítulo 6; Capítulo 8).
- Fernando Gil como Keko (Capítulo 1; Capítulo 4; Capítulo 6; Capítulo 8 - Capítulo 9).
- Carlos Sobera como él mismo (Capítulo 2).
- Carmen Machi como Dulce  (Capítulo 3).
- Jorge Garbajosa como él mismo (Capítulo 4).
- Javier Gutiérrez como Íñigo de Zurrieta (Capítulo 5).
- Santiago Segura como Líder de una secta (Capítulo 7).
- Álex García como Jorge (Capítulo 8).
- Kiti Manver como Gloria, madre de Victoria Reyes (Capítulo 8).
- Carlos Moyá como él mismo (Capítulo 8).
- Alberto Contador es él mismo (Capítulo 9).

## Episodios y audiencias
| Temporada | Temporada | Episodios | Emisión original        | Emisión original     | Audiencia media | Audiencia media | Audiencia media |
| Temporada | Temporada | Episodios | Primera emisión         | Última emisión       | Espectadores    | Cuota           |                 |
| --------- | --------- | --------- | ----------------------- | -------------------- | --------------- | --------------- | --------------- |
|           | 1         | 9         | 27 de noviembre de 2012 | 6 de febrero de 2013 | 2 339 000       | 12,7%           |                 |

### Primera temporada (2012-13)
| N.º | Título                           | Fecha de emisión original | Audiencia         |
| --- | -------------------------------- | ------------------------- | ----------------- |
| 1   | «Tres metros bajo el suelo»      | 27 de noviembre de 2012   | 4 056 000 (20,7%) |
| 2   | «El proyecto de la bruja Avería» | 4 de diciembre de 2012    | 3 287 000 (16,8%) |
| 3   | «Scary Misery»                   | 11 de diciembre de 2012   | 2 777 000 (14,9%) |
| 4   | «Basketwolf»                     | 18 de diciembre de 2012   | 2 523 000 (13,8%) |
| 5   | «Old man walking»                | 8 de enero de 2013        | 1 925 000 (10,0%) |
| 6   | «Esto es Halloween»              | 15 de enero de 2013       | 1 885 000 (11,2%) |
| 7   | «Alea secta est»                 | 23 de enero de 2013       | 1 716 000 (10,0%) |
| 8   | «¡Mamma mía!»                    | 30 de enero de 2013       | 1 555 000 (9,5%)  |
| 9   | «Las caras de Contador»          | 6 de febrero de 2013      | 1 328 000 (7,8%)  |

### Evolución de audiencias
| Temporada | Temporada | Episodio número | Episodio número | Episodio número | Episodio número | Episodio número | Episodio número | Episodio número | Episodio número | Episodio número |
| Temporada | Temporada | 1               | 2               | 3               | 4               | 5               | 6               | 7               | 8               | 9               |
| --------- | --------- | --------------- | --------------- | --------------- | --------------- | --------------- | --------------- | --------------- | --------------- | --------------- |
|           | 1         | 4.056           | 3.287           | 2.777           | 2.523           | 1.925           | 1.885           | 1.716           | 1.555           | 1.328           |